# Petite Ravine
La Petite Ravine est une ravine de l'ouest de l'île de La Réunion, département d'outre-mer français dans le sud-ouest de l'océan Indien. Le cours d'eau intermittent qui y a son lit coule d'est en ouest et sert de frontière entre les communes de Trois-Bassins au nord et Saint-Leu au sud. Il est franchi, près de son embouchure, par un pont routier qui était autrefois un pont ferroviaire du chemin de fer de La Réunion.